# Jérusalem (album)
Jérusalem is een album van de Ivoriaanse reggaezanger Alpha Blondy.
Het album is uitgebracht in 1986, op het platenlabel Shanachie. Opmerkelijk aan dit album is, is dat Alpha Blondy op dit album samenwerkt met The Wailers.

## Tracklist
1. Jérusalem (7:52)
2. Politiqui (6:40)
3. Bloodshed in Africa (4:23)
4. I Love Paris (5:14)
5. Kalachnikov Love (5:24)
6. Travailler, C'est Trop Dur (3:19)
7. Miwa (5:09)
8. Boulevard de La Mort (5:32)
9. Dji (2:46)